# Okno Sokole Pierwsze
Okno Sokole Pierwsze, Okno Sokole I – schronisko w Dolinie Bolechowickiej na Wyżynie Olkuskiej (część Wyżyny Krakowsko-Częstochowskiej). Administracyjnie należy do wsi Karniowice w województwie małopolskim, w powiecie krakowskim, w gminie Zabierzów. Od 1968 r. skała z jaskinią znajduje się na terenie częściowego rezerwatu przyrody Wąwóz Bolechowicki.

## Opis jaskini
Schronisko znajduje się w Turni z Grotami w lewych zboczach Doliny Bolechowickiej. Jego otwór o wysokości 1,8 m ma ekspozycję południowo-zachodnią i widoczny jest ze szlaku turystycznego wiodącego dnem doliny. Znajduje się na wysokości około 10 m nad ziemią i dotarcie do niego od dołu turni jest trudne. Łatwiej można wejść do schroniska szczeliną od góry. Za otworem jest niewielka salka o szerokości 2,5 m, długości 5,5 m i wysokości dochodzącej do 3 m. Oprócz głównego otworu są jeszcze dwa otwory szczelinowe.
Schronisko powstało w wyniku procesów krasowych w wapieniach pochodzących z jury późnej. Ma silnie skorodowane ściany bez form erozyjnych. Nacieków brak. Namulisko składające się z lessu zmieszanego z wapiennym gruzem. Nie było przekopywane. Schronisko jest w całości widne i bez własnego mikroklimatu. Na jego ścianach rozwijają się glony, a na dnie rośliny zielne.

## Historia poznania i dokumentacji
Sokole Okno I znane jest od dawna i często bywa odwiedzane. Wzmiankował je archeolog Gotfryd Ossowski w 1880 r. Po raz pierwszy jego plan sporządził Kazimierz Kowalski w 1951 r. Obecny plan opracował A. Górny w październiku 2009 r.

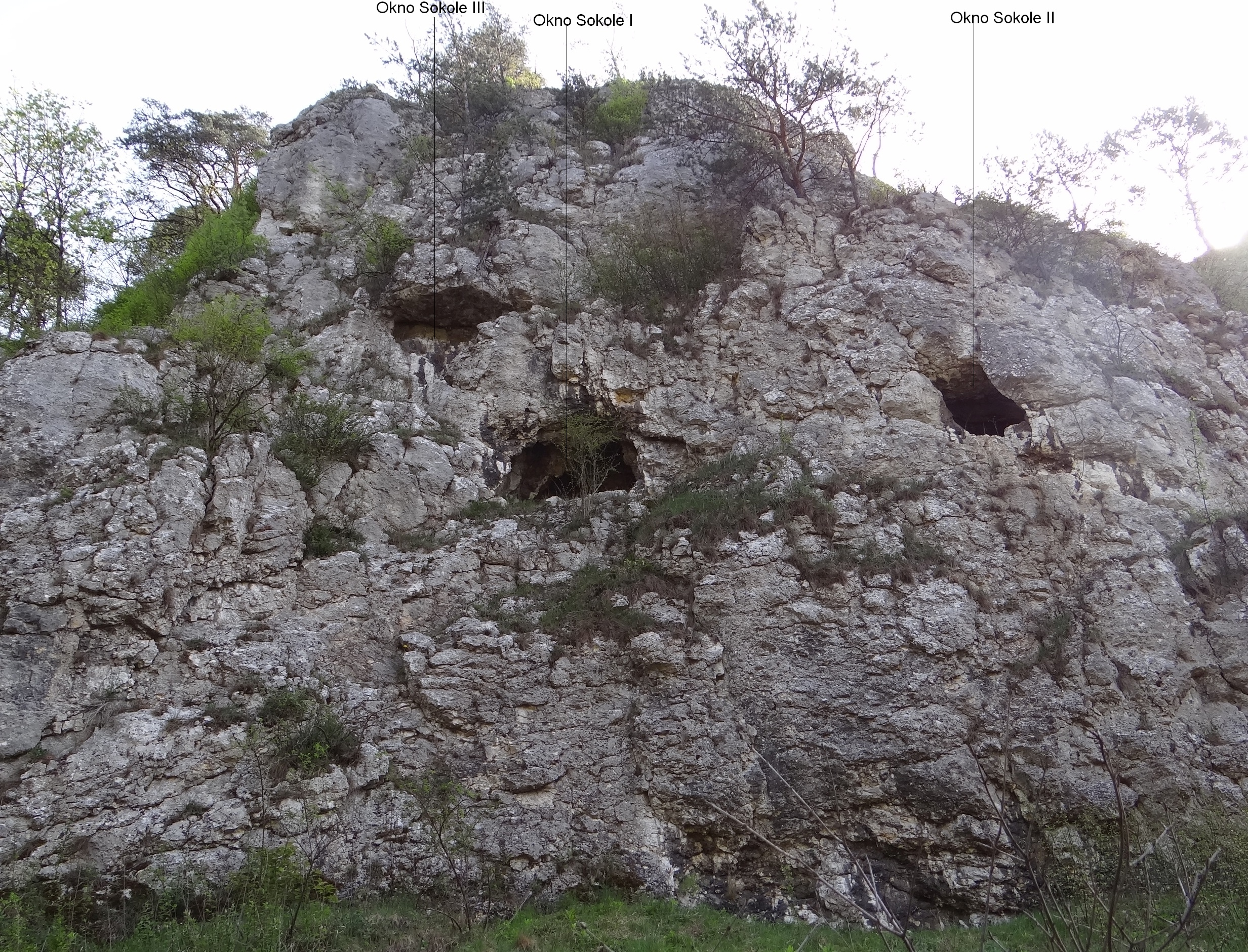
Turnia z Grotami
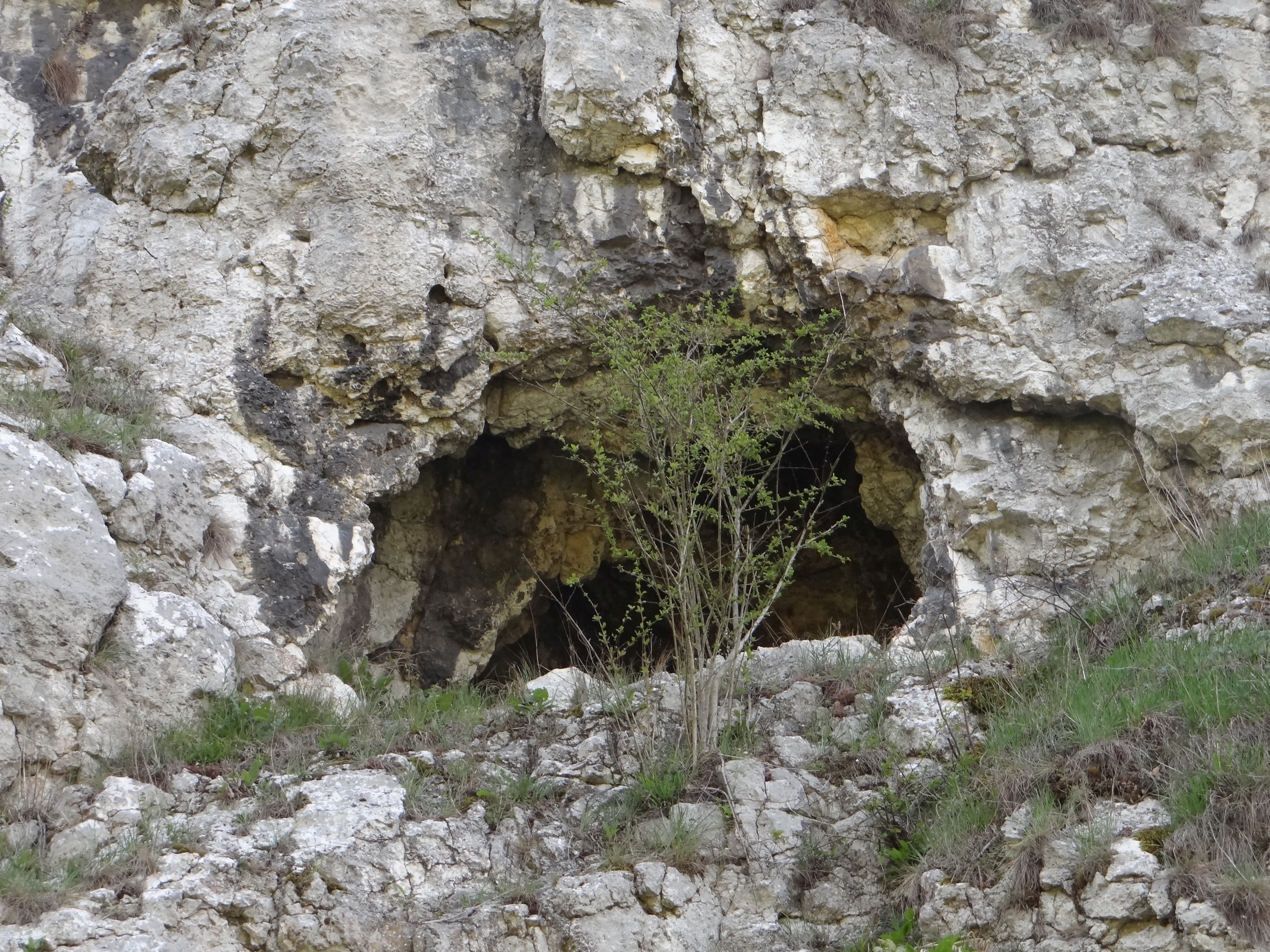
Otwór główny
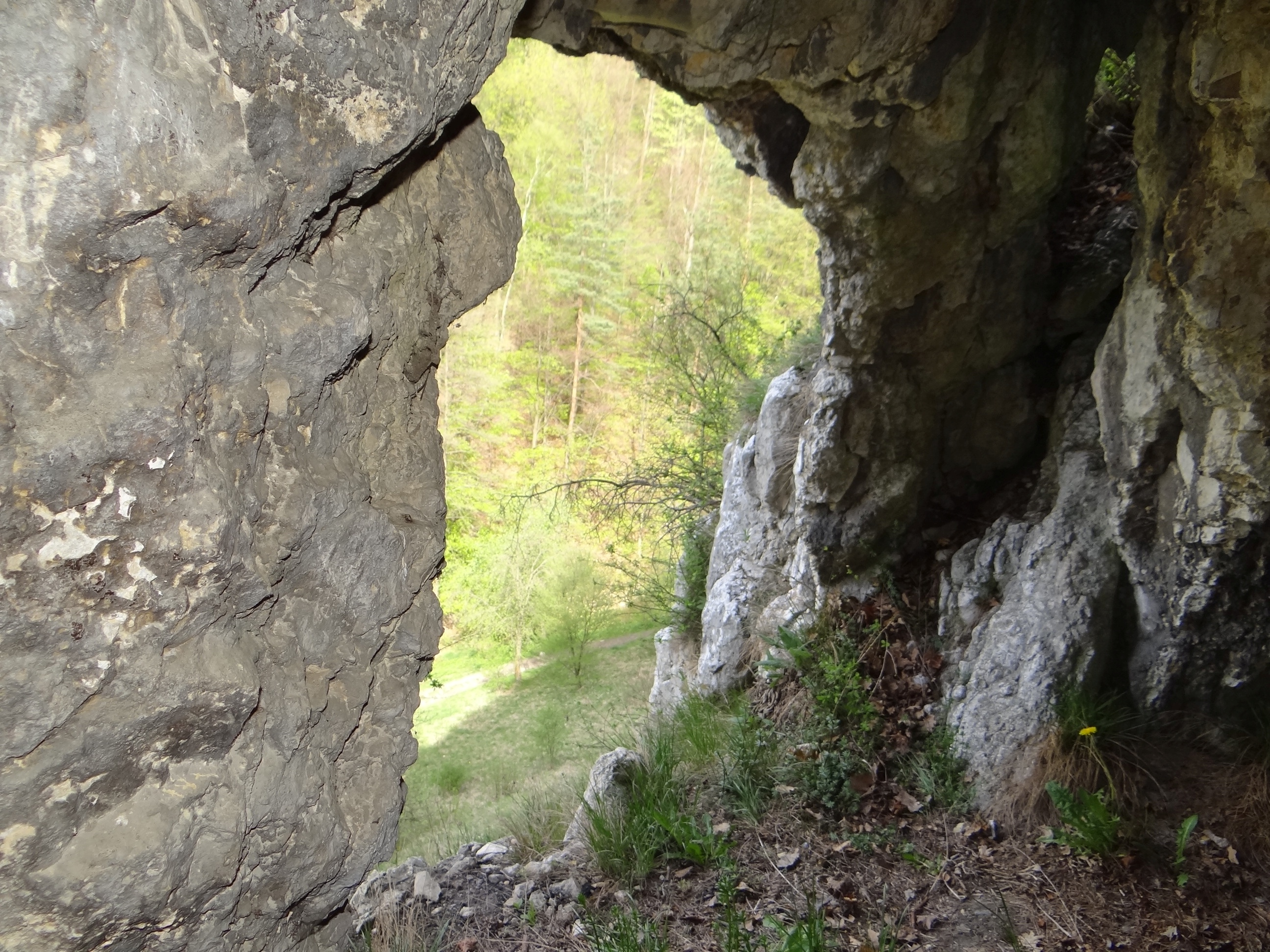
Widok z otworu
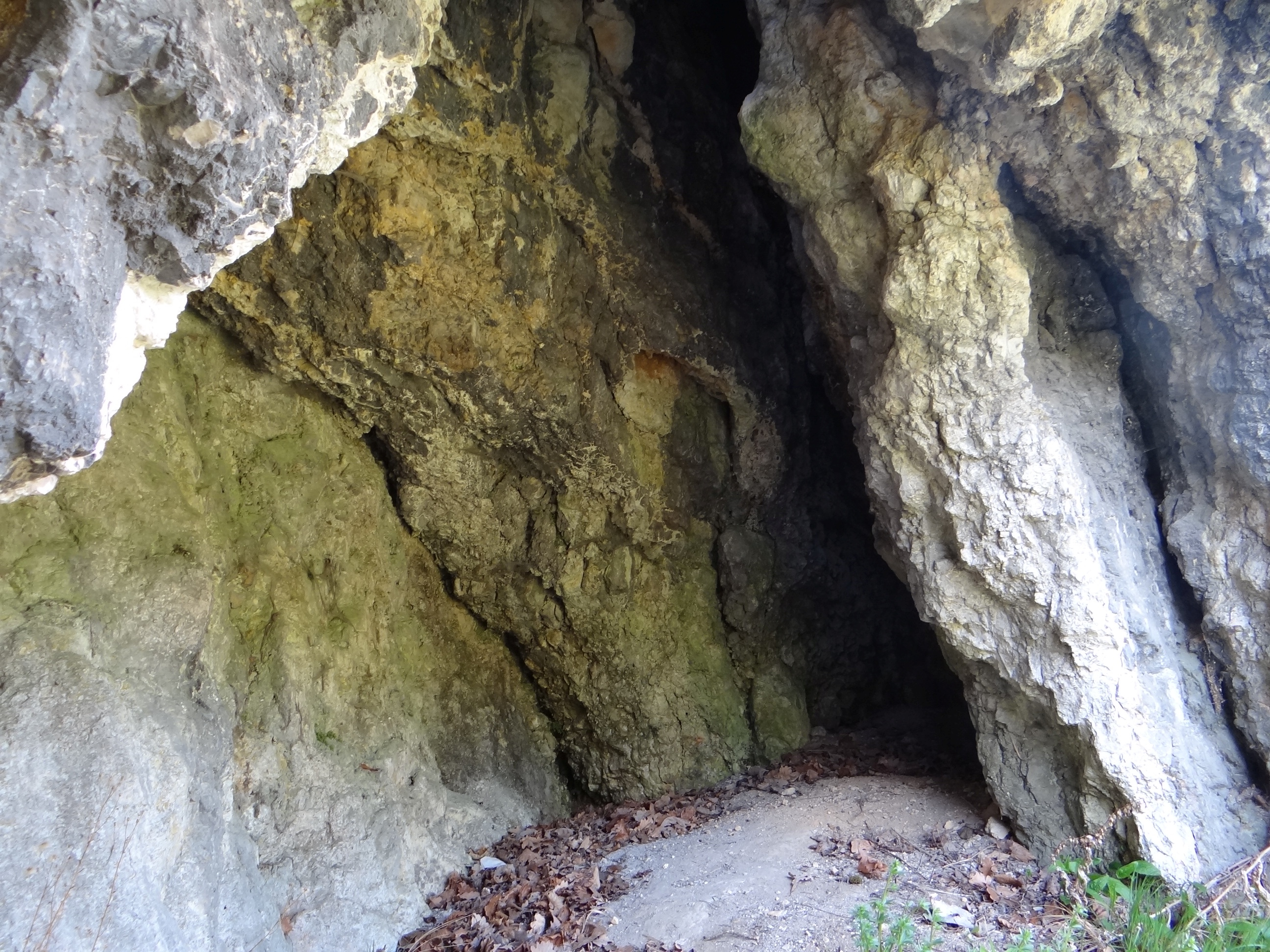
Salka

W tej samej Turni z Grotami znajduje się jeszcze kilka innych schronisk: Okno Sokole Drugie, Okno Sokole Trzecie, Okno Sokole Czwarte i Rura nad Sokolimi Oknami.